# Bocagrande
Bocagrande es un barrio de la ciudad de Cartagena, al norte de Colombia.

## Características
Se ha convertido en una de las zonas con mayor desarrollo inmobiliario de Cartagena. Allí se han construido rascacielos como el Hotel Estelar y la Torre Hyatt, que son los más altos de la ciudad y también se encuentran entre los más altos de América del Sur.

Está atravesada por la Avenida Santander o Carrera 1. La gran L  que rodea el  gran sector de Bocagrande está subdividido en Gran Bocagrande, Plaza Bocagrande, Castillogrande, El Laguito y Sucre Bocagrande.
Cuenta con dos centros comercialesː Nao Centro Comercial y Plaza Bocagrande.